# 太子堂

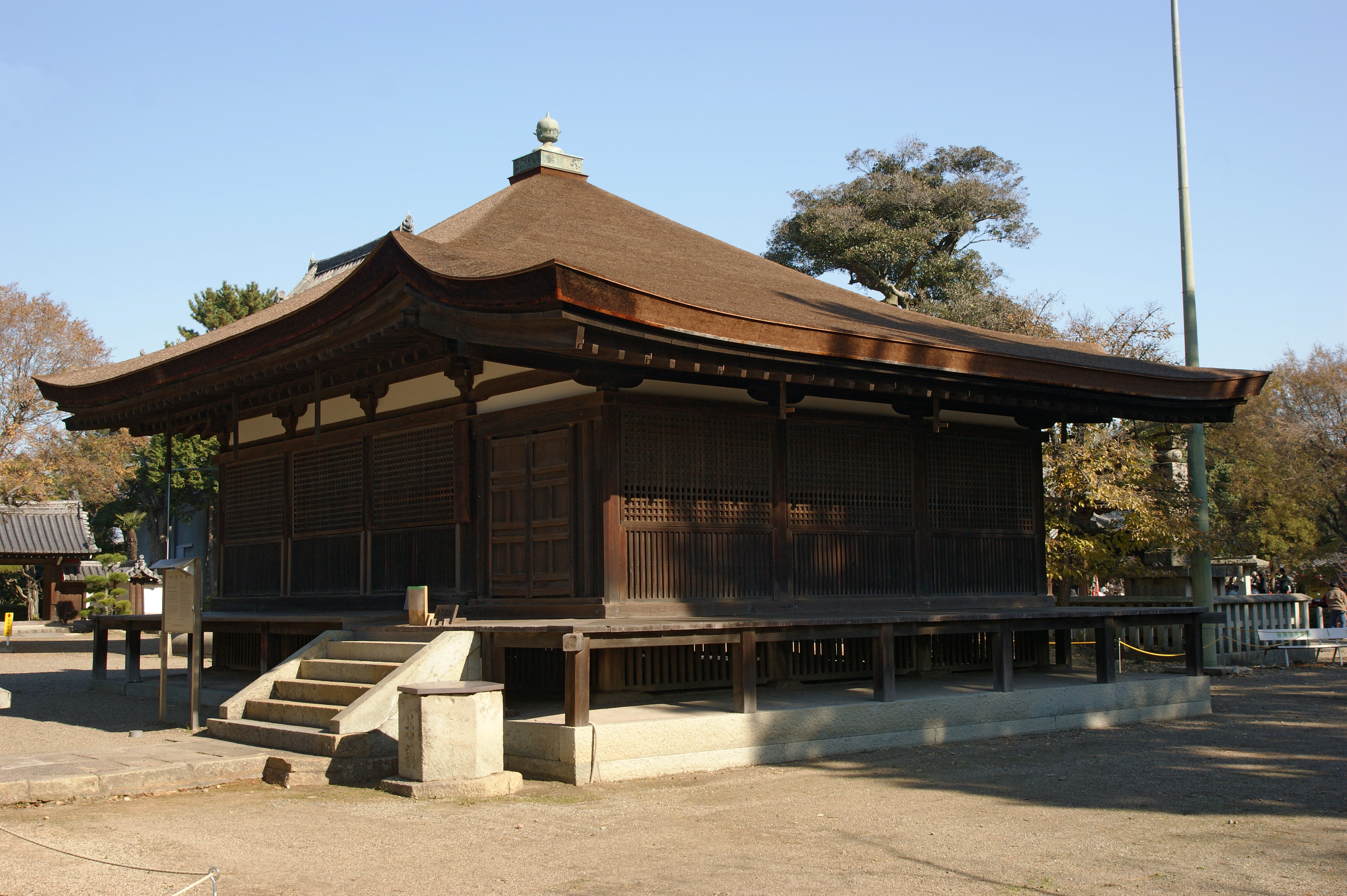
太子堂（鶴林寺）

太子堂（たいしどう）は、聖徳太子の像を祀った仏堂の呼称。

## 概要
聖徳太子は仏教を篤く敬い保護したため、日本仏教興隆の祖として宗派を問わず信仰されている。様々な寺院に聖徳太子像を安置した堂があり、仏像同様篤く信仰されている。「太子堂」が地名になったケースもある（下記の東京都世田谷区太子堂を参照）。

## 各地の太子堂

### 太子堂で有名な寺院
- 鶴林寺 - 兵庫県加古川市 （国宝）
- 井波別院 瑞泉寺 - 富山県南砺市
- 円泉寺 - 東京都世田谷区（世田谷区の地名「太子堂」の由来となっている。）
- 大聖勝軍寺 - 大阪府八尾市

聖徳太子像を祀る堂宇は、法隆寺、四天王寺では「聖霊院」（しょうりょういん）、広隆寺では「上宮王院太子殿」と称されている。